# 淀川ベルトコンベア・ガール
『淀川ベルトコンベア・ガール』（よどがわベルトコンベア・ガール）は、村上かつらによる日本の漫画。『月刊!スピリッツ』にて連載された。

## 概要
大阪・淀川周辺を舞台にした漫画。他に梅田なども出てくる。

## 登場人物
瀬川かよ
16歳。家庭の事情で高校進学せず、あげ工場で住み込みで働いている少女。中学を卒業した後、福井から大阪にやってきた。大人たちに囲まれて、同世代の友達がいない（地元の福井にはいる）。そのため友達がほしくて、同世代の那子がバイトで来たときはどきどきしながらも喜んだ。
黒崎那子
かよの1つ年上。高校3年で美少女。私立の進学校でバイト禁止のために、フリーターと言って工場に来た。初めはかよに対しそっけない態度をとっていたが、段々と打ちとける。
スミ江
かよ同様住み込みで働く女性。頼れる姉御肌。
チカ
かよの地元の友人。
長谷川ヒロキ
那子と同じ高校に通う、あげ工場社長の息子。 しかし本人は継ぐ気は無いとのこと。
天川エリカ
那子のクラスメート。ヒロキ曰く「人生ナメてる」。

## 単行本
村上かつら 「淀川ベルトコンベア・ガール」 小学館〈ビッグコミックス〉、全3巻
1. 2010年4月28日発売、ISBN 978-4091831453
2. 2011年1月28日発売、ISBN 978-4091836182
3. 2011年9月30日発売、ISBN 978-4091841032